# Gasketball
Gasketball es un videojuego de acción y deportes para iPad hecho por Mikengreg, un equipo de desarrollo independiente de Michael Boxleiter y Greg Wohlwend. 
Los jugadores lanzan pelotas de baloncesto a través de rompecabezas de física en 2D en el aro en los modos para un jugador, multijugador local y multijugador en línea asíncrono al estilo HORSE. El juego es gratuito con compras dentro de la aplicación. La adición pagada incluye 100 niveles adicionales y 10 nuevos objetos.

## Jugabilidad
Gasketball es un videojuego de deportes de tiros de baloncesto con rompecabezas en el que los jugadores lanzan pelotas de baloncesto a través de rompecabezas de física en 2D (con aletas, portales, hojas de sierra circular, e interruptores de gravedad) en un aro de baloncesto.Algunos rompecabezas incluyen pasar el tiro de baloncesto fuera de varias superficies antes de hacer la canasta. Los jugadores reciben medallas por la calidad de su desempeño al final de cada capítulo. Las medallas de oro desbloquean nuevos modos de juego en el capítulo. Cada capítulo tiene un tema único, como un sitio de construcción o el espacio exterior.
En los juegos de estilo HORSE, el jugador debe coincidir con la disposición exacta del tiro del oponente, como golpear el piso antes de ingresar al aro. En la campaña, los jugadores obtienen más puntos por hacer el tiro sin volver a intentarlo, y tienen cinco intentos para acertar en el aro antes de pasar al siguiente nivel vergonzosamente.
El juego tiene multijugador local para dos jugadores con una pantalla de iPad dividida y multijugador en línea asincrónico, donde los jugadores construyen niveles para que los completen sus oponentes. Los jugadores hacen girar una rueda al comienzo de su turno para determinar cuántos obstáculos pueden colocar mediante la función de arrastrar y soltar. Algunos de los elementos se desbloquean al principio y más son disponibles con el progreso del juego o las compras dentro de la aplicación.
Gasketball usa una colorida paleta de colores y presenta un robot malhumorado, que proporciona un tutorial y reinicia la pelota. Se lanzó como juego gratuito con el tutorial desbloqueado y de cuatro a cinco capítulos disponibles como descargas adicionales pagas.

## Historia
Gasketball fue desarrollado y producido por Mikengreg,un equipo de Michael Boxleiter y Greg Wohlwend. Después de lanzar su primer juego, inspirado en deportes, Solipskier para iPhone y iPad,Boxleiter y Wohlwend vivieron de las ganancias durante dos años mientras trabajaban en Gasketball. Wohlwend obtuvo algo más de ingresos debido a otras colaboraciones, como Puzzlejuice con Asher Vollmer, pero compartió sus ingresos con Boxleiter.
El desarrollo comenzó a mediados de 2011.A pesar de que Solipskier tuvo éxito, el dúo no tenía seguidores y, por lo tanto, no se sintió presionado para cumplir con las altas expectativas. 
Wohlwend dijo que trabajó 100 horas a la semana sin fines de semana ni vacaciones mientras vivía de los fondos de Solipskier. Cuando se quedaron sin dinero, Boxleiter pidió dinero prestado a sus padres y, finalmente, ambos se quedaron sin hogar, viviendo en los sofás de amigos.
| Puede resultar muy estresante pensar que solo tienes una oportunidad de lanzar cada juego, y cada vez que no alcanzas tus objetivos, te acercas un paso más a tener que dejar de intentarlo.——Boxleiter a TouchArcade, marzo de 2012 |

Mikengreg anunció por primera vez el juego el 1 de marzo de 2012, y luego fue lanzado para iPadel 9 de agosto de 2012.
Mikengreg decidió lanzar el juego como free-to-play para el juego base con compras dentro de la aplicación para el contenido extendido. Wohlwend vio que una cuarta parte de los juegos más exitosos en iOS usaban compras dentro de la aplicación y sintió que podían seguir el modelo con una estrategia más ética: jugar gratis, pero pagar una vez para desbloquear para siempre. Sus amigos y los periodistas les dijeron que la función de compra estaba demasiado oculta, lo que luego arreglaron.
Gasketball se había descargado 200.000 veces en su semana de lanzamiento y se clasificó brevemente cerca de la cima de un ranking de más descargas de iTunes, aunque no superó la lista de 200 mayores ganancias. La tasa de conversión del juego de su paquete básico gratuito a la versión de pago fue del 0,67%, menor que su objetivo de al menos el 2% de un estimado de cinco millones de descargas.

## Recepción
El juego recibió críticas "generalmente favorables", según el agregador de puntajes de crítica de videojuegos Metacritic.Pocket Gamer le dio al juego su premio de plata.Gasketball fue el juego del año 2012 de Tim Rogers de Kotaku, llamándolo "el comienzo del género de juegos sociales hardcore".
Edge notó la habilidad de Mikengreg con efectos de sonido simples, citando su trabajo anterior con Solipskier. Elogiaron el diseño artístico "dulce y amigable" y la mezcla de "creatividad libre con precisión arcade". Edge también elogió la adición de la campaña para un jugador "decente" junto con el multijugador.
Harry Slater, de Pocket Gamer calificó el modo para un jugador como "entretenido", pero consideró que el modo multijugador asincrónico era lo más destacable.
Brad Nicholson de TouchArcade llama el juego un cruce entre Amazing Alex y NBA Jam. Si bien encontró que algunos diseños de los rompecabezas estaban desequilibrados, Nicholson también sintió que las interacciones entre los obstáculos de las aletas y los portales eran "sorprendentemente sólidas" y notó la alegre "sensación de patio de recreo de bienvenida" del juego incluso cuando la fácil curva de aprendizaje alcanzó la complejidad de Rube Goldberg.